# Norman Reynolds
Pour les articles homonymes, voir Reynolds.
Norman Reynolds est un chef décorateur britannique né le 26 mars 1934 à Londres et mort le 6 avril 2023,.
Il est principalement connu pour son travail sur la trilogie Star Wars et Les Aventuriers de l'arche perdue, pour lesquels il obtient l'Oscar de la meilleure direction artistique.
Il a également dirigé deux épisodes de la série télévisée Histoires fantastiques et fut réalisateur de seconde équipe sur le film Les Survivants.

## Filmographie sélective
- 1999 : L'Homme bicentenaire de Chris Columbus
- 1998 : Sphère de Barry Levinson
- 1996 : Mission impossible de Brian De Palma
- 1994 : Trou de mémoire de Mick Jackson
- 1993 : Les Survivants de Frank Marshall
- 1992 : Alien 3 de David Fincher
- 1990 : Avalon de Barry Levinson
- 1990 : Aux sources du Nil de Bob Rafelson
- 1987 : Empire du soleil de Steven Spielberg
- 1985 : Le Secret de la pyramide de Barry Levinson
- 1985 : Oz, un monde extraordinaire de Walter Murch
- 1983 : Star Wars, épisode VI : Le Retour du Jedi de Richard Marquand
- 1981 : Les Aventuriers de l'arche perdue de Steven Spielberg
- 1980 : Star Wars, épisode V : L'Empire contre-attaque d'Irvin Kershner
- 1980 : Superman 2 de Richard Lester
- 1978 : Superman de Richard Donner
- 1977 : Star Wars, épisode IV : Un nouvel espoir de George Lucas
- 1976 : The Incredible Sarah de Richard Fleischer
- 1975 : Les Aventuriers du Lucky Lady (Lucky Lady), de Stanley Donen
- 1974 : Le Petit Prince de Stanley Donen